# أشاونا هيلي
أشاونا هيلي (بالإنجليزية: Ashawna Hailey)‏ ولدت في 8 أكتوبر 1949 وتوفيت في 14 أكتوبر 2011، هي عالمة حاسوب أمريكية، اشتهرت بفضل عملها في برنامج سبايس الذي اشتهر على نطاق واسع وبات يعرفه الكل من جميع أنحاء العالم خاصة أن يعتمد على صناعة أشباه الموصلات التي تُستخدم لمحاكاة تصميم رقائق السيليكون. كما أسست شركة صغيرة خاصة بها تعمل على إنشاء وبرمجة عشرات البرامج والتطبيقات في العام الواحد وأصبحت في نهاية المطاف جزء من شركة سينوبسيس التي سيطرت عليها في وقت لاحق. في عام 1973 أسست أول معالج إي إم دي من طراز إي إم 9080 وهو عبارة عن نسخة مستنسخة ومطورة من إنتل 8080 وفي عام 1974 قامت بصنع ذاكرة القراءة فقط القابلة للبرمجة والمسح خاصة بها تحوي ما بين 2702 إلى 2048 بت، وكانت في وقت سابق قد انخرطت في شركة مارتن ماريتا من أجل تصميم برامج وألعاب ترفيهية.
حضرت جامعة تكساس التقنية جنبا إلى جنب مع شقيقها التوأم كيم، فقامت بتأسيس شركة خاصة بها في وقت لاحق أما شقيقها فلا يزال في الكلية. بعد تقاعدها من حياتها المهنية في التكنولوجيا بدأت في العمل الخيري حيث غيرت اسمها إلى أشاونا وبدأت في علاج الناس من الناحية الطبية. سعت هايلي لإصلاح سياسات الحكومة بشأن المخدرات الترفيهية، وخلال حياتها انخرطت في الاتحاد الأمريكي للحريات المدنية وطالبت باحترام حقوق الإنسان وحقوق المرأة كما طالبت بتقنين ووضع سياسة فيما يتعلق بالمخدرات وبالتغدية وحتى موضوع إنفاذ القانون ضد الأشخاص النافذين، وحاولت سن مشروع قرار يتعلق بالماريجوانا.
بعد وفاتها تركت مبلغ 10 ملايين دولار أمريكي في وصية للاتحاد الأمريكي للحريات المدنية وذلك بهدف دعم سن سياسات خاصة بالمخدرات والماريجوانا وتوفير الطعام للمحتاجين.